# Служба на Европейския съюз за интелектуална собственост
Службата на ЕС за интелектуална собственост (на английски: European Union Intellectual Property Office (EUIPO), на френски: Office de l'Union européenne de la propriété intellectuelle), е учредена през 1994 г. агенция на Европейския съюз, базирана в гр. Аликанте (Испания), която се занимава с регистрацията на търговски марки на ЕС (на английски: European Union trade mark – EUTM) и промишлени дизайни на ЕС (на английски: registered Community design – RCD), за територията на целия Европейски съюз.
Службата получава и обработва средно около 115 000 заявления за търговски марки и 85 000 заявления за дизайни на година. Освен правата върху търговските марки и дизайните на ЕС, Службата управлява и Европейската обсерватория за нарушенията на правата на интелектуална собственост и базата данни за осиротели произведения. Също така тя насърчава сближаването на практиките на службите по интелектуална собственост в страните от ЕС чрез дейностите за сътрудничество в рамките на Европейската мрежа за търговските марки и дизайни, в рамките на която членовете могат да обменят технически опит и да установяват общи практики. По този начин мрежата гарантира общоевропейска оперативна съвместимост на процедурите, системите, услугите и инструментите, като например бази данни и интернет платформи.

## Правна рамка
Службата е създадена под името „Служба за хармонизация на вътрешния пазар (марки и дизайни)“ с Регламент (ЕО) № 40/94 на Съвета от 20 декември 1993 г. относно марката на Общността, кодифициран през 2009 г. като Регламент (ЕО) № 207/2009 на Съвета, с който Регламент се създава специфична за Европейския съюз система за защита на марките на равнището на Съюза. Вследствие на влизането в сила на Договора от Лисабон, терминологията в Регламент (ЕО) № 207/2009 е актуализирана с новия Регламент (ЕС) 2015/2424 на Европейския парламент и на Съвета от 16 декември 2015 г. Терминът „марка на Общността“ е заменен с „марка на Европейския съюз“ („марка на ЕС“), а името на Службата за хармонизация във вътрешния пазар (марки и дизайни), е заменено със „Служба на Европейския съюз за интелектуална собственост“.

## Структура
EUIPO е децентрализирана агенция на ЕС. Тя си сътрудничи тясно с Европейската комисия и нейната генерална дирекция „Вътрешен пазар, промишленост, предприемачество и МСП“. Тя има правна, административна и финансова автономия по отношение на своя персонал и бюджет. EUIPO се ръководи от управителен съвет и бюджетен комитет, съставени от:
- по 1 представител на всяка държава от ЕС,
- 1 представител на Европейския парламент,
- 2 представители на Европейската комисия.

Изпълнителен директор на Службата е Антонио Кампинос.
Апелативните състави на EUIPO са независими структури, които се занимават с обжалвания на решения, взети в рамките на процедури за ИС.